# 이상재 (1607년)
이상재(李尙載, 1607년~1636년)은 조선 중기의 문신으로, 자는 문거(文擧)이다 본관은 부평이다.

## 생애

### 생애 초반
1607년 정월 3일 이덕일의 4남 2녀중 셋째로 태어났다. 부친은 문장으로 이름을 날린 이덕일이였고 모친은 문화 유씨였다. 어려서부터 또래들보다 총명하고 영리하였다. 6살 때 부친이 상을 당하였고, 그 후 학문에 진력하여 관직에 올랐다, 문장과 글씨에 뛰어나 중국 사신도 놀랄 정도였다고 한다. 1633년에는 병과에 급제하였고, 1636년에는 금정도 찰방에 임명된다.

### 호란과 전사
금정도 찰방으로 임명된 해에 청군이 대거 침공하여 병자호란이 발발하여 남한산성에 고립된 인조를 구원하기 위해 충청 감사 정세규의 종사관으로 들어가 근왕군을 지휘했다. 남한산성으로 진군하던 도중, 복병을 만나 분전하다가 전사했다. 향년 30세.

## 사후
홍문관교리 겸 경영시독관에 추증되었으며, 정려(旌閭)가 내려진다.